# Dafiré
Dafiré est une commune rurale située dans le département de Tikaré de la province du Bam dans la région Centre-Nord au Burkina Faso. 

## Géographie
Dafiré est situé à 8 km au nord-ouest de Tikaré, le chef-lieu du département, à 5 km au nord-est de Manegtaba-Mossi et à environ 25 kilomètres à l'ouest de Kongoussi.

## Éducation et santé
Le centre de soins le plus proche de Dafiré est le centre de santé et de promotion sociale (CSPS) de Manegtaba-Mossi tandis que le centre médical avec antenne chirurgicale (CMA) de la province se trouve à Kongoussi.